# Gol Televisión
Gol Televisión, poznatiji po skraćenici Gol T, bio je španjolski nogometni televizijski kanal. Svoj prijenos temeljio je na sustavu Digitalne zemaljske televizije. Djelovao je od rujna 2008. do lipnja 2015.
Sjedište Gol T-a nalazilo se u Barceloni. Pokrivao je područje Španjolske i svoj je program odašiljao isključivo na španjolskom jeziku.
Krilatica kanala glasila je: Bez gola, nema nogometa. Prenosio je UEFA-inu Ligu prvaka, Europsku ligu, Copa del Rey. Najviše je prenosio susrete španjolske La Lige.

## Vanjske poveznice
- Službene stranice (šp.)